# Список озер Німеччини

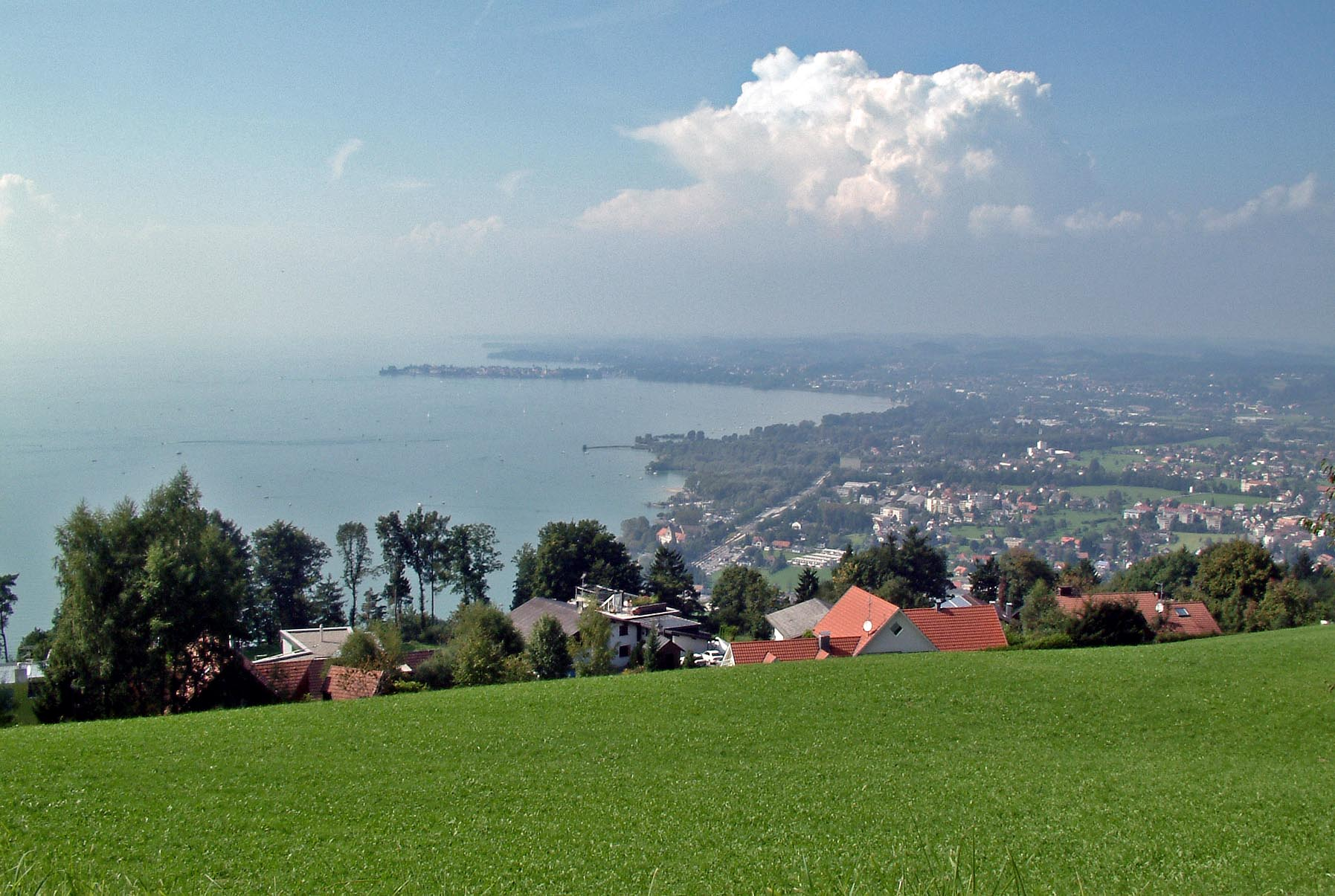
Боденське озеро, вид на Ліндау (Баварія)

Найбільше озеро на території Німеччини — Боденське озеро, тоді як озеро Мюріц — найбільше озеро, розташоване повністю на території Німеччини.

## Список
- Бінненальстер
- Брамзее
- Брайтлінгзее
- Бромбахзее
- Буллензе
- Кімзее
- Боденське озеро
- Дюммерзее
- Едерзее
- Айбзее
- Ельбогензее
- Ешбах (водосховище)
- Флізензее
- Ґельтерсвооґзее
- Ґотензее
- Ґоттльойба (водосховище)
- Ґросер Лабусзее
- Ґросер Мюльрозер Зее
- Ґросер Пріпертзее
- Ґруневальдзее
- Гальбендорфер Зее
- Гальтернер Зее
- Генґштайзее
- Келлерзее
- Кенігзее (Баварія)
- Крумме Ланке
- Куґрабензее
- Мандорфер Зее
- Машзее
- Меховер Зее
- Мьоне (водосховище)
- Мезершер Зее
- Мюґельзее
- Мюріц
- Нордертайх
- Одерське водосховище
- Окерське водосховище
- Оранкезее
- Парштайнер Зее
- Пфаффентайх
- Плауер Зее (Бранденбург)
- Плауер Зее (Мекленбург-Передня Померанія)
- Пленер Зее
- Пльотцензее
- Квенцзее
- Рьоблінзее
- Шармютцельзее
- Шермютцельзее
- Шлюхзее
- Шверінське озеро
- Шмоллензее
- Шведтзее
- Зайлерзее
- Сенфтенбергер Зее
- Сорпське водосховище
- Водосховище Сезе
- Штольпзее
- Озеро Штарнберг
- Штайнгудське озеро
- Теґель (озеро)
- Узерінер Зее
- Фірреґґенгьофер Тайх
- Вангніцзее
- Ваннзее
- Вендзее
- Вобліцзее
- Вольгастзее
- Цірнзее
- Цвішенанер Меер